# Kruškovac (Gospić)
Kruškovac je naselje u Republici Hrvatskoj, u sastavu Grada Gospića, Ličko-senjska županija. 

## Stanovništvo
Prema popisu stanovništva iz 2001. godine, naselje je imalo 11 stanovnika te 7 obiteljskih kućanstava.

Prema popisu stanovništva 2011. godine naselje je imalo 20 stanovnika.
| broj stanovnika | 195   | 205   | 209   | 231   | 252   | 239   | 225   | 235   | 211   | 213   | 182   | 140   | 120   | 85    | 11    | 20    | 7     |
|                 | 1857. | 1869. | 1880. | 1890. | 1900. | 1910. | 1921. | 1931. | 1948. | 1953. | 1961. | 1971. | 1981. | 1991. | 2001. | 2011. | 2021. |